# 上海小荧星艺术团
上海小荧星艺术团又名上海小荧星，是中華人民共和國上海市的一個兒童藝術教育團體，當中有合唱團、舞蹈團和歌舞團。上海小荧星艺术团前身是1974年成立的上海電視台少兒演播小組。上海小荧星艺术团於1985年正式成立，首批合唱團共有40人。
動畫片邋遢大王奇遇记主題曲歌手曹蕾、《孽債》演員董蓉蓉、陸毅、黃聖依、胡歌、馮紹峰、孙俪等都曾是上海小荧星艺术团成員。
2021年4月21日，随着SMG少儿业务重组，上海小荧星教育培训有限公司剥离出炫动传播，更名上海小荧星集团有限公司。小荧星集团下轄小荧星艺术团、小荧星艺校以及上海少儿广播合唱团等，同时吸收合并了哈哈炫动卫视（由于制播分离，只包括节目制作）、哈哈培训学校。2021年5月30日，少先队上海小荧星艺术团大队委员会成立。

## 外部鏈接
- 官方网站